# Pterygotergum svenhedini
Pterygotergum svenhedini är en mångfotingart som beskrevs av Karl Wilhelm Verhoeff 1933. Pterygotergum svenhedini ingår i släktet Pterygotergum och familjen stenkrypare. Inga underarter finns listade i Catalogue of Life.